# سلام باريس (1783)
سلام باريس عام 1783 هي مجموعة من المعاهدات التي أنهت الحرب الثورية الأمريكية. ففي 3 سبتمبر 1783، أبرم ممثلو جورج الثالث ملك بريطانيا العظمى معاهدة في باريس مع ممثلي الولايات المتحدة الأمريكية - عُرفت عمومًا باسم معاهدة باريس (1783) - ومعاهدتين في فرساي مع ممثلي لويس السادس عشر ملك فرنسا وتشارلز الثالث ملك إسبانيا - عُرفتا عمومًا باسم معاهدات فرساي (1783). وفي اليوم السابق، أُبرمت معاهدة أولية مع ممثلي المجالس العامة لجمهورية هولندا، لكن المعاهدة النهائية التي أنهت الحرب الإنجليزية الهولندية الرابعة لم توقع حتى 20 مايو 1784.
مثلت هذه المعاهدة نهاية الإمبراطورية البريطانية الأولى، إذ خسر البريطانيون بموجبها مستعمراتهم الثلاثة عشر. وكسبت الولايات المتحدة أكثر مما توقعت، بفضل الأراضي الغربية التي مُنحت لها. وانتقمت فرنسا من بريطانيا بعد هزيمتها في حرب السبع سنوات وحصلت على توباغو والسنغال، لكنها استُنزفت ماديًا في نهاية المطاف. كانت تعاني أساسًا من مشاكل مالية، واقتراضها من أجل دفع ثمن الحرب استنفد كل رصيدها وخلق الكوارث المالية التي شهدتها ثمانينيات القرن الثامن عشر، ويربط بعض المؤرخين تلك الكوارث بحلول الثورة الفرنسية. استعاد الإسبان منورقة وفلوريدا الغربية والشرقية من بريطانيا. ولم يكسب الهولنديون في نهاية الحرب أي شيء ذو قيمة كبيرة.

## عملية التفاوض

### وضع القواعد الأساسية
أدرك فريق روكينغهام أنهم في سباق مع الزمن لإخراج بريطانيا من حروبها الأربع المترابطة - ففي غضون أيام من تعيينه، وردت أخبار من جزر الهند الغربية تفيد بأن الفرنسيين قد استولوا على ثلاث جزر بريطانية أخرى. فاتُخذ بذلك قرار اتباع سياسة «لا حرب هجومية» وبدء محادثات السلام مع الأمريكيين. كان هذا النهج منطقيًا تبعًا لثلاثة عوامل: أولًا، كان الهدف المعلن من معاهدة التحالف 1778 بين الولايات المتحدة وفرنسا الحفاظ على استقلال الولايات المتحدة على وجه التحديد. ثانيًا، على مدى أكثر من عام، دارت مناقشات غير رسمية مع هنري لورينز، المبعوث الأمريكي الذي أُسر وهو في طريقه إلى أمستردام. وفي 31 ديسمبر 1781، أُطلق سراح لورينز بشروط، وعُرضت عليه الفرصة للمساعدة على بدء المفاوضات. ثالثًا، عند سماع استقالة اللورد نورث، كتب بنجامين فرانكلين على الفور من باريس، موضحًا أن الأمريكيين مستعدون لبدء المحادثات. ومع ذلك، أوضح كل من لورينز وفرانكلين وجون آدامز (الذي كان يمثل أمريكا في جمهورية هولندا آنذاك) للبريطانيين أن أمريكا لا تستطيع، بموجب معاهدة التحالف 1778، تحقيق السلام دون موافقة فرنسا. ما لم يعرفه أي منهم هو أنه لا يمكن لفرنسا، بموجب معاهدة التحالف المنفصلة تمامًا مع إسبانيا، صنع السلام دون موافقة إسبانيا؛ وفي الواقع، ليس من دون ضمانات بتسليم المعقل البريطاني في جبل طارق، الذي يتحكم بالمدخل الضيق للبحر الأبيض المتوسط من المحيط الأطلسي، إلى إسبانيا. كانت القوات الإسبانية والفرنسية تحاصر جبل طارق منذ نحو ثلاث سنوات دون نجاح، لذا فكان من المرجح اضطرارها إلى التفاوض مع بريطانيا من أجل مقايضته ببعض الأراضي الأخرى، لربما ببعض جزر الهند الغربية المستولى عليها. بالنسبة لبريطانيا، سيكون ذلك قرارًا صعبًا - فعلى الرغم من أن جزر الهند الغربية تولد أرباحًا هائلة، لكن السيطرة على جبل طارق تسمح بالتجارة البحرية مع جميع دول البحر الأبيض المتوسط دون عوائق.
قررت الحكومة البريطانية مقاومة الاعتراف باستقلال الولايات المتحدة كشرط مسبق للتفاوض، لأنها أدركت أن الحكومة الفرنسية كانت على وشك الإفلاس، وأن التعزيزات البريطانية المرسلة إلى جزر الهند الغربية قد تغير الوضع هناك في أي لحظة (كان الأسطول بقيادة الأدميرال رودني، الذي عاد إلى إنجلترا من منطقة البحر الكاريبي في إجازة مرضية قبيل إبحار الأسطول الفرنسي شمالًا من تلك المنطقة لحصار يوركتاون؛ واجه أيضًا العديد من الدعاوى القضائية الباهظة الثمن بسبب نهبه لجزيرة سينت أوستاتيوس الكاريبية - باختصار، كان النصر الكبير خياره الوحيد). كان ريتشارد أوزوالد المفاوض البريطاني الذي أُرسل إلى باريس، وهو الشريك القديم لهنري لورينز في تجارة الرقيق، أحد زواره في برج لندن. أدت محادثاته الأولى مع فرانكلين إلى اقتراح مفاده أن بريطانيا يجب أن تسلم كندا إلى الأمريكيين. وفي 23 أبريل، رد اللورد شلبورن، دون الإشارة إلى شروط هذا الاقتراح تحديدًا، الذي أخفاه عن جميع زملائه تقريبًا، بعرضٍ لقبول الاستقلال الأمريكي الكامل، ولكن تبعًا للحدود المرسمة حينها. وأُرسل بحلول ذلك الوقت مبعوث بريطاني ثانٍ، توماس غرينفيل (كان على غير دراية باقتراح كندا)، من أجل بدء المحادثات مع الحكومة الفرنسية، بناءً على هذا الاقتراح. وأشار إلى أنه يمكن للفرنسيين المساهمة في تأمين استقلال أمريكا، السبب المباشر لدخولهم الحرب في 1778، من خلال تقديم عرضٍ بإعادة الممتلكات البريطانية التي استولوا عليها في جزر الهند الغربية، لكن الفرنسيين رفضوا ذلك، وفصلوا مطالب السلام الخاصة بهم عن أمريكا. انتهك ذلك في حقيقة الأمر روح معاهدة تحالفهم مع أمريكا عام 1778، وأثر في الصميم على مستقبل المفاوضات. ثمة عامل آخر أعطى قوة إضافية للأمريكيين، وهو القرار الذي اتخذته جمهورية هولندا في 19 أبريل (المعروفة أيضًا باسم أقاليم هولندا المتحدة، التي يُعتبر هيكل حكومتها الفيدرالية ذو المائتي عام نموذجًا ستتعلم منه الولايات المتحدة) بالاعتراف بجون آدامز سفيرًا لدولة مستقلة. وسرعان ما أدى ذلك إلى عرض القرض الذي كانت هولندا في أمس الحاجة إليه، وبعد ذلك ذهب آدامز إلى باريس بهدف الانضمام إلى مفاوضات السلام الوشيكة.

### الحكومة البريطانية تتغير مرة أخرى
في 18 مايو، سُوغ قرار الحفاظ على الاستقلال الكامل كنقطة للتفاوض بوصول أنباء إلى أوروبا تفيد بأن الأدميرال جورج رودني، قبل أكثر من شهر، قد حقق انتصارًا بحريًا كبيرًا على الفرنسيين في منطقة البحر الكاريبي منقذًا جامايكا من الغزو الفرنسي الإسباني. وعُرف أيضًا أن الأدميرال الفرنسي كونت دي غراس قد أُسر خلال المعركة. كان هذا ما احتاجه رودني وبريطانيا بشدة، لذلك أُرسل غرينفيل مرة أخرى إلى فرنسا من أجل التفاوض مع الأمريكيين والفرنسيين على حد سواء، لكنه أدرك أنه لا يحرز تقدمًا ملحوظًا مع أي منهما – ولم يفهم السبب وراء ذلك إلا عندما أخبره أوزوالد عن اقتراح كندا، فكتب رسالة غاضبة إلى تشارلز فوكس، الذي لم يكن سعيدًا أيضًا بشأن ما يفعله منافسه المكروه شلبورن. وبعد أن فضح الخدعة أمام زملائه، اقترح فوكس في نهاية يونيو إجراء تصويت على وجوب قبول استقلال الولايات المتحدة دون شروط مسبقة، ولكن ذلك رُفض في ضوء انتصار رودني والموقف الفرنسي الضعيف الذي ترتب عن ذلك (على الرغم من أنه في نفس الوقت تقريبًا وصلت أخبار إلى بريطانيا مفادها أن الأسطول الإسباني والأمريكي المشترك قد أجبر جزر البهاما على الاستسلام لإسبانيا).
توفي اللورد روكينغهام، الزعيم الصوري للحكومة، في الأول من يوليو، مما اضطر شلبورن إلى تولي المسؤولية، فاستقال فوكس نتيجة لذلك وحدث انقسام كبير في الحزب اليميني المناهض للحرب في البرلمان. وبغض النظر عن ذلك، فإن ما تبقى من المفاوضات سيُنفذ تحت قيادة شلبورن بأسلوبه الملتوي. فاستغل مثلًا التأخير الكبير في الاتصالات عبر المحيط الأطلسي من أجل إرسال رسالة إلى جورج واشنطن تفيد بأن بريطانيا تقبل الاستقلال الأمريكي دون شروط مسبقة، في حين لم يأذن لريتشارد أوزوالد بتقديم أي وعود من هذا القبيل عندما عاد إلى باريس للتفاوض مع فرانكلين وزملائه (كان جون جاي قد عاد حينها من إسبانيا).